# Solanum amygdalifolium
Solanum amygdalifolium là loài thực vật có hoa trong họ Cà. Loài này được Steud. miêu tả khoa học đầu tiên năm 1841.